# Rivière Manouane (vattendrag i Kanada, lat 47,90, long -73,81)
Rivière Manouane är ett vattendrag i Kanada.   Det ligger i provinsen Québec, i den sydöstra delen av landet, 300 km nordost om huvudstaden Ottawa.
I omgivningarna runt Rivière Manouane växer i huvudsak blandskog. Trakten runt Rivière Manouane är nära nog obefolkad, med mindre än två invånare per kvadratkilometer.